# NGC 1636
NGC 1636 је спирална галаксија у сазвежђу Еридан која се налази на NGC листи објеката дубоког неба.
Деклинација објекта је - 8° 36' 28" а ректасцензија 4h 40m 40,2s. Привидна величина (магнитуда) објекта NGC 1636 износи 13,0 а фотографска магнитуда 13,8. NGC 1636 је још познат и под ознакама MCG -1-12-42, IRAS 04382-0842, PGC 15800.